# Puerta de la Cantera
Puerta de la Cantera är en ort i Mexiko.   Den ligger i kommunen Durango och delstaten Durango, i den centrala delen av landet, 700 km nordväst om huvudstaden Mexico City. Puerta de la Cantera ligger 1 893 meter över havet och antalet invånare är 475.
Terrängen runt Puerta de la Cantera är platt åt nordost, men åt sydväst är den kuperad. Runt Puerta de la Cantera är det ganska tätbefolkat, med 60 invånare per kvadratkilometer. Närmaste större samhälle är Victoria de Durango, 14,1 km nordväst om Puerta de la Cantera. Trakten runt Puerta de la Cantera består i huvudsak av gräsmarker.